# Allraheligate Guds Moders förböns kyrka, Laktaši
Allraheligate Guds Moders förböns kyrka (serbisk kyrilliska: Храм Покрова Пресвете Богородице; latinska: Hram Pokrova Presvete Bogorodice) är en serbisk-ortodox kyrkobyggnad belägen i staden Laktaši, i Serbiska republiken, i nordvästra Bosnien och Hercegovina.
Kyrkan är helgad åt Guds Moders Beskydd och tillhör Banja Lukas stift.
Den är också en av de största östortodoxa kyrkorna i Serbiska republiken.

## Historik
Allraheligate Guds Moders förböns kyrka i Laktaši började byggas år 1992. På grund av kriget i Bosnien (1992-1995) avbröts arbetet, men kunde återupptas 1997.
Kyrkans grund invigdes av den Serbisk-ortodoxa kyrkans dåvarande patriark, Pavle.
2007 stod kyrkan klar och den invigdes samma år.

## Kyrkan
- Kyrkan är byggd i bysantinsk stil.[2]
- Klocktornet är 40 meter högt.[3][2]

- Kyrkans ikonostas är snidad och är även en av de största ikonostaserna i den Serbisk-ortodoxa kyrkan.[4][2]

## Bilder

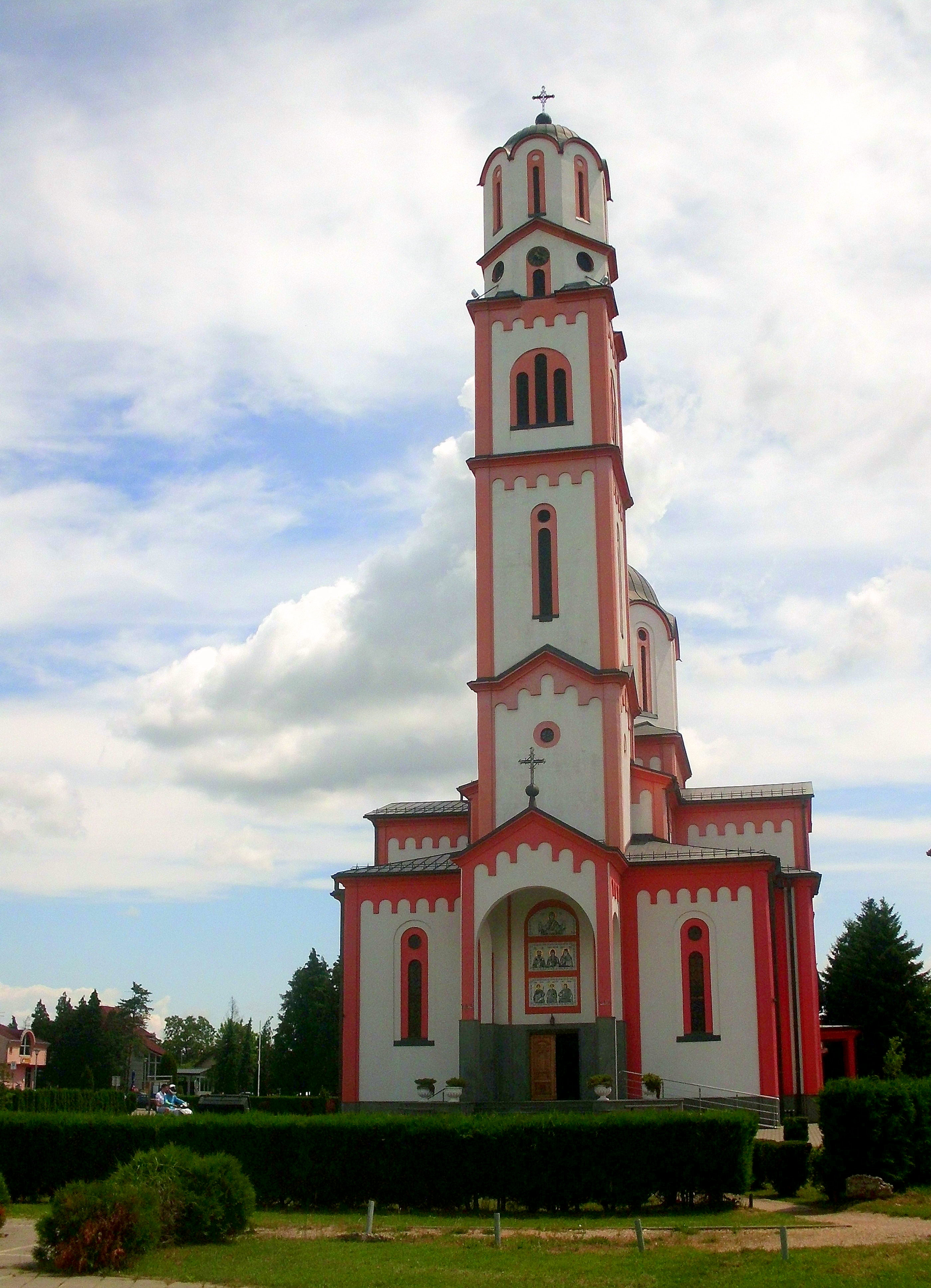
Framsidan.
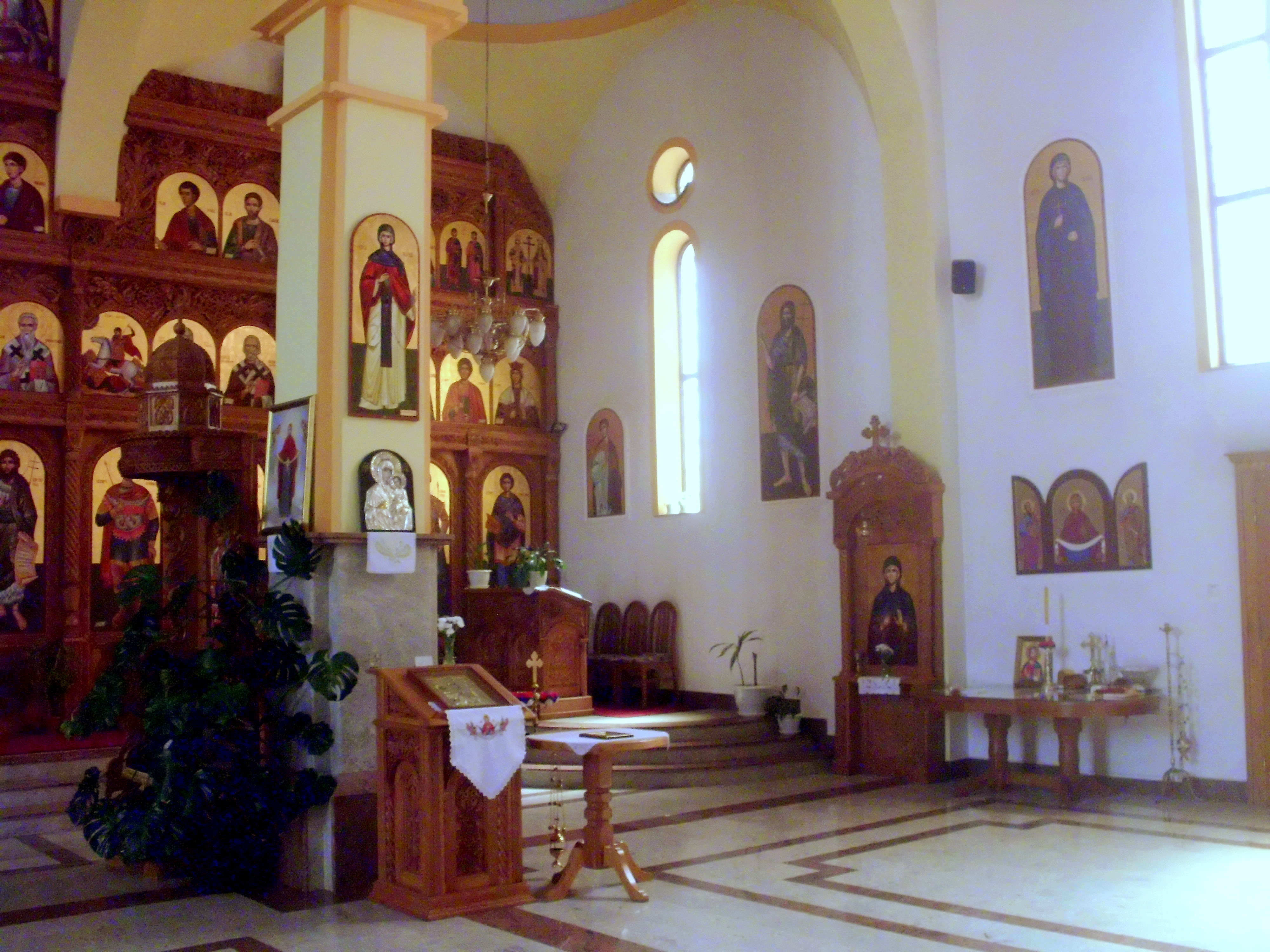
Kyrkans interiör mot ikonostasen.
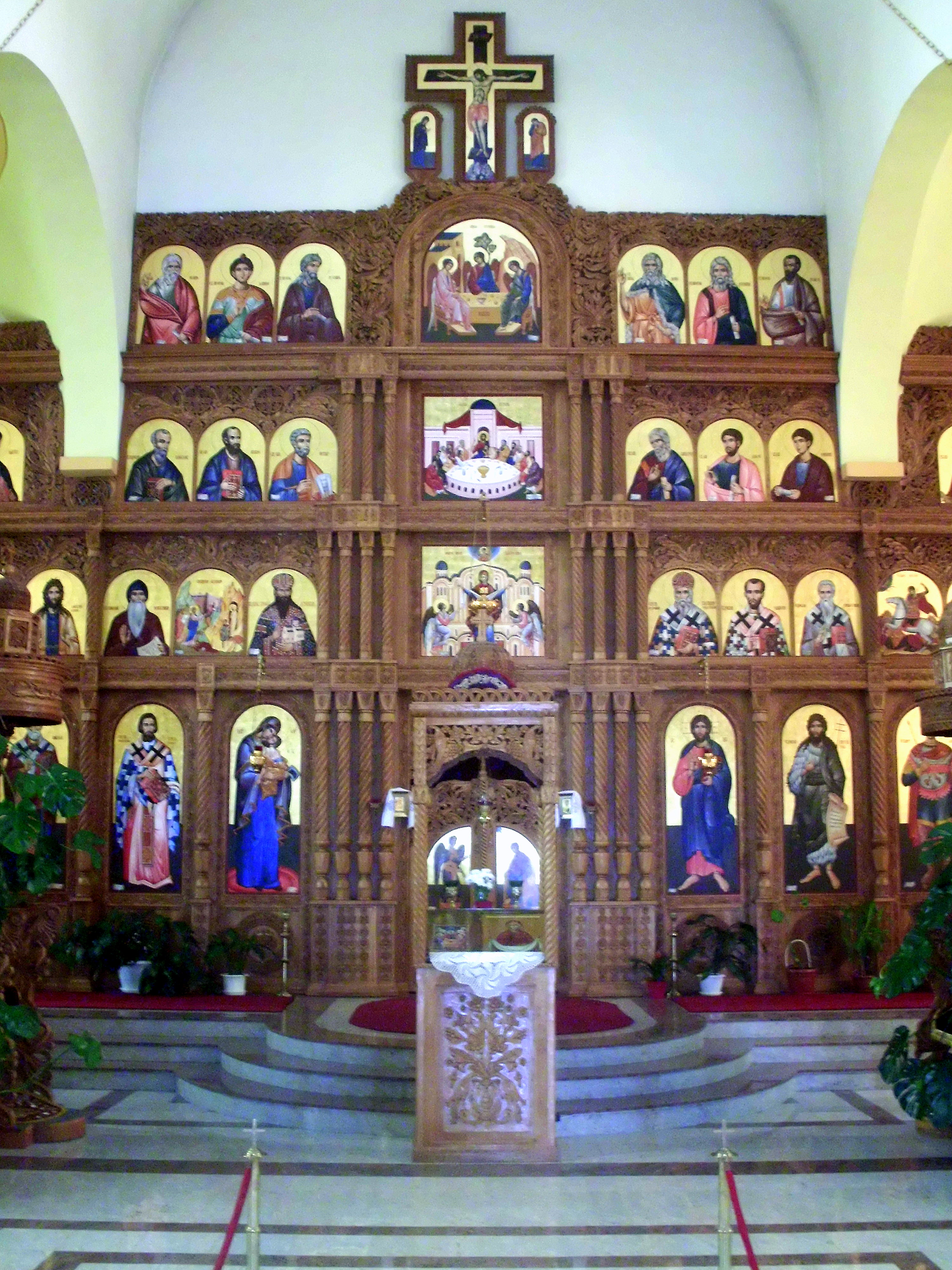
Ikonostasen.
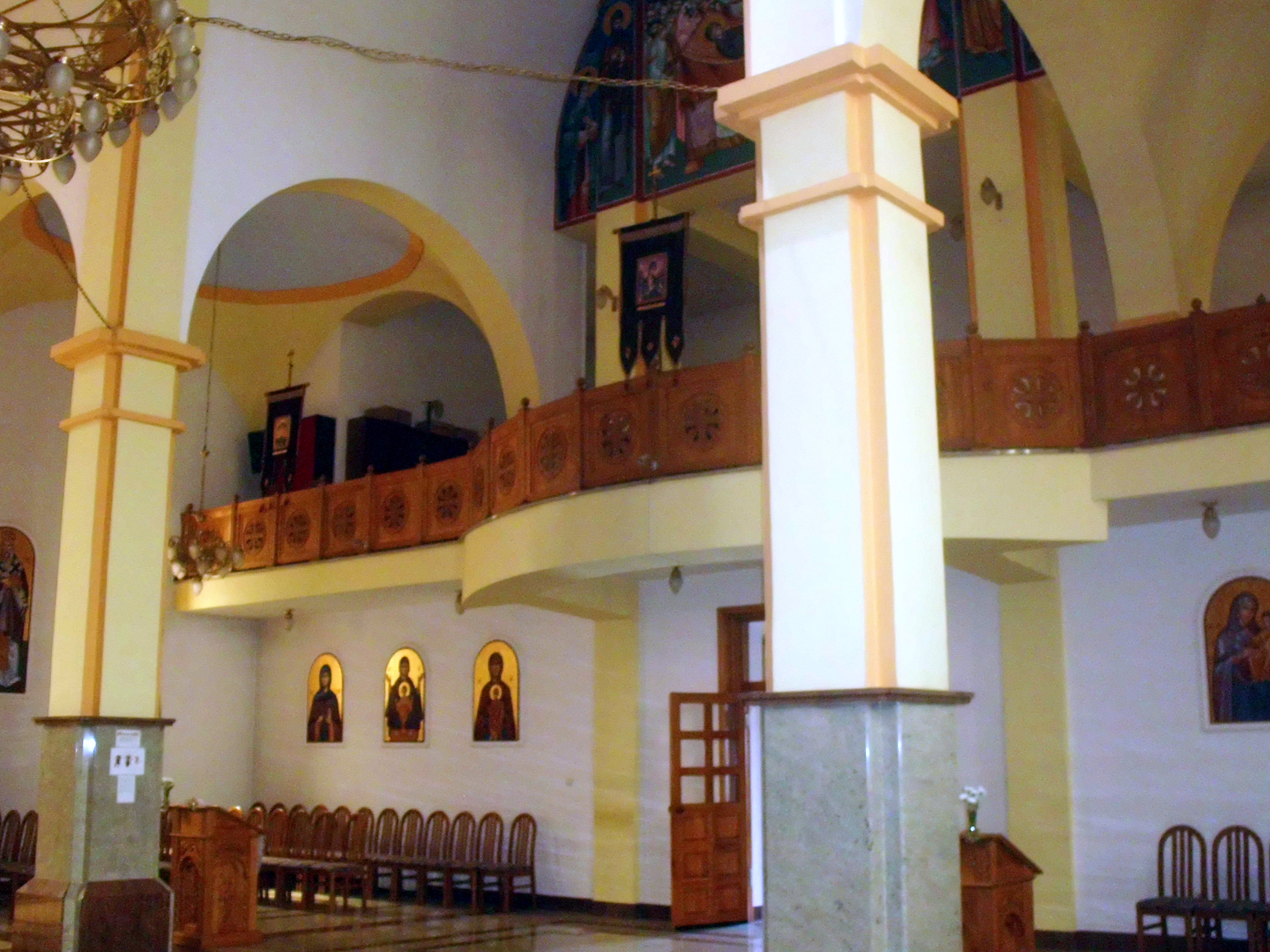
Interiören mot utgången.